# Château de Terzé
Le château de Terzé est situé sur la commune de Marcilly-la-Gueurce en Saône-et-Loire, à flanc de pente, sur une petite terrasse, dans la vallée de l'Ozolette.

## Description
La construction se compose d'un simple bâtiment de plan rectangulaire dépourvu de toute ornementation et couvert d'une haute toiture à croupes. Il est flanqué sur son angle nord-ouest d'une tour ronde, coiffée d'un toit conique, qui a été rehaussée au XIXe siècle, et sur son angle nord-est, d'un petit pavillon. Au sud-ouest, un pavillon carré est percé d'une porte et d'une fenêtre à linteaux en accolade.
Au sud de ce pavillon, relié à des communs modernes par un muret qui clôt la cour du château, se trouve un fossé en eau, partiellement transformé en lavoir, et un jardin clos de murs dont les angles nord sont occupés par de petits pigeonniers carrés.
Le château est une propriété privée et ne se visite pas.

## Historique
En 1340 première mention d'une maison forte tenue par la famille Colomb à qui succèdent à partir du milieu du XVe siècle Émilienne de Montmorillon, épouse d'Adrien de La Garde, Claude Bourgeois de Moleron puis la famille Martel.
À la fin du XVIIe siècle la terre passe aux Dagonneau de Marcilly puis entre 1765 et 1823, plusieurs familles se succèdent à nouveau, le domaine passant à Jean d'Aoustène, payeur de la cour des monnaies de Lyon, Jean-Baptiste Sampier d'Arena, négociant à Lyon, Claude Voiret de Chanay, ancien avocat général de Parlement de Dombes, et gendre de Jean d'Aoustène.
Au XXe siècle c'est la propriété de la famille Sablon du Corail.